# Desa Palasari (administrativ by i Indonesien, lat -6,71, long 108,12)
Desa Palasari är en administrativ by i Indonesien.   Den ligger i provinsen Jawa Barat, i den västra delen av landet, 150 km öster om huvudstaden Jakarta.